# Camponotus schmitzi
Camponotus schmitzi é uma espécie de inseto do gênero Camponotus, pertencente à família Formicidae.
Reino: Animalia
Filo: Artropode
Classe: Insecta
Ordem: Hymenoptera
Família: Formicinae
Gênero: Camponotus
Espécie: Camponotus Schimitzi
Elas são nativas do Nordeste da Ilha de Bornéu, Ásia. Elas se alimentam das vítimas que caem no líquido gástrico da planta carnívora, em troca elas a defendem. Vivem geralmente no talo dessas plantas, a alimentação delas é geralmente carnívora, onde elas se alimentam de presas grandes, e ignoram vítimas de pequeno porte. Para alcançar o alimento dentro do suco gástrico, ela tem que se esticar mas se a "distância", for maior que 5 cm pode levar cerca de 12 horas para elas alcançarem o individuo. Elas e todas as outras formigas tem uma certa inteligencia, pois não se instalam em plantas carnívoras que estão proximas ao solo, preferem as que ficam mais altas, pois, com uma tempestade tropical o ninho pode inundar e acabar matando as operarias, pupas, larvas e ovos. Essa espécie de formiga só convive num mesmo tipo de planta, a Nepenthes bicalcarata e essa planta não necessita da ajuda das formigas para sobrevivência, tornando assim um Mutualismo Facultativo.
Nutrição: como dito acima, ela se alimenta dos insetos que caem no suco gástrico da Nepenthes bicalcarata.
OBS: John Thompson, que descobriu a Nepenthes bicalcarata,diz que ela pode ser a única planta que obtem nutrientes tanto por caça a insetos e ao abrigar formigas em seu talo.